# Sent Front d'Alems
Sent Front d'Alems (en francès Saint-Front-d'Alemps) és un municipi francès situat al departament de la Dordonya i a la regió de la Nova Aquitània.

## Demografia
| 1962                                       | 1968 | 1975 | 1982 | 1990 | 1999 | 2007 |
| ------------------------------------------ | ---- | ---- | ---- | ---- | ---- | ---- |
| 967                                        | 306  | 269  | 267  | 285  | 266  | 272  |
| Des de 1962: població sense dobles comptes |      |      |      |      |      |      |

## Administració
| Període   | Identitat       | Partit |
| --------- | --------------- | ------ |
| 1947-1970 | André Sorbes    |        |
| 1970-1978 | Alain Demoures  |        |
| 1978-2008 | Annie Barnagaud |        |
| 2008      | Marc Pascual    |        |